# Thomas Bohrer (rychlobruslař)
Thomas Bohrer (17. ledna 1887 – 1. února 1952) byl rakousko-uherský rychlobruslař.
Na velkých mezinárodních závodech se poprvé představil v roce 1908. Tehdy získal na Mistrovství Evropy bronzovou medaili a na Mistrovství světa byl šestý. Úspěch zaznamenal i v následujícím roce, neboť vybojoval stříbro na kontinentálním šampionátu. V roce 1910 obsadil osmou příčku na ME a devátou na MS. Roku 1911 si na Mistrovství Evropy dobruslil pro stříbrnou medaili, zatímco na Mistrovství světa skončil těsně pod stupni vítězů, čtvrtý. V letech 1908, 1909, 1911–1914 celkem šestkrát vyhrál rakouský šampionát. Poslední závody absolvoval v roce 1914, kdy byl jedenáctý na Mistrovství světa.